# 医薬基盤・健康・栄養研究所
国立研究開発法人医薬基盤・健康・栄養研究所（いやくきばんけんこうえいようけんきゅうじょ、英:National Institutes of Biomedical Innovation, Health and Nutrition）は、厚生労働省所管の国立研究開発法人たる独立行政法人である。略称はNIBN（エヌ・アイ・ビー・エヌ）。所管課は、厚生労働省大臣官房厚生科学課（一部の業務については、消費者庁表示対策課食品表示対策室と共管）。
医薬品技術及び医療機器等技術に関し、医薬品及び医療機器等並びに薬用植物その他の生物資源の開発に資することとなる共通的な研究、民間等において行われる研究及び開発の振興等の業務を行うことにより、医薬品技術及び医療機器等技術の向上のための基盤の整備を図るとともに、国民の健康の保持及び増進に関する調査及び研究並びに国民の栄養その他国民の食生活に関する調査及び研究等を行うことにより、公衆衛生の向上及び増進を図り、もって国民保健の向上に資することを目的とする。（国立研究開発法人医薬基盤・健康・栄養研究所法第三条）

## 概要
- 理事長：中村祐輔

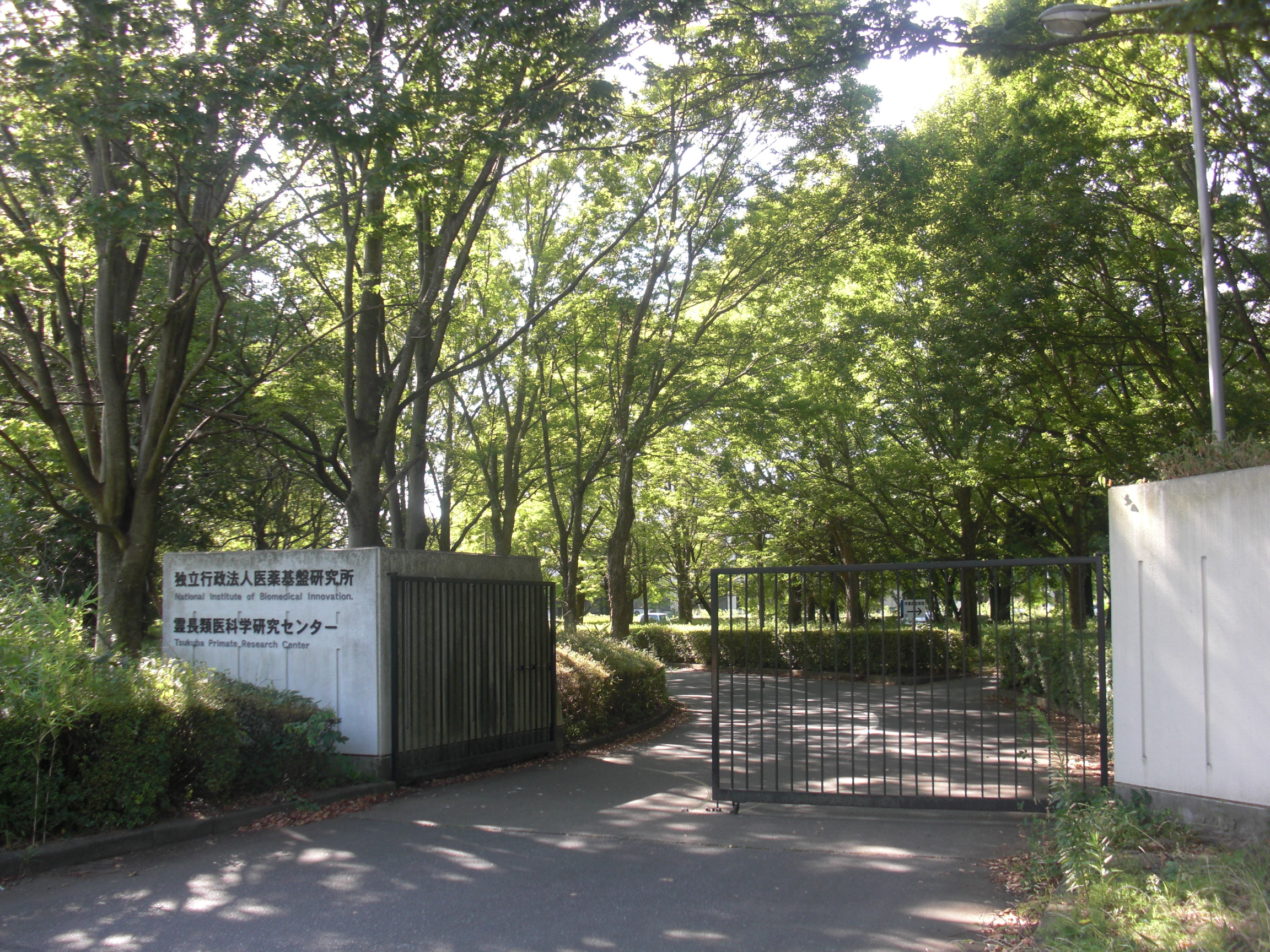
霊長類医科学研究センター（茨城県つくば市）

- 医薬基盤研究所（本所）：大阪府茨木市彩都あさぎ七丁目6番8号
  - 研究支援部：大阪府摂津市千里丘新町3番17号 健都イノベーションパークNKビル
- AI健康・医薬研究センター：大阪府摂津市千里丘新町3番17号 健都イノベーションパークNKビル
- 薬用植物資源研究センター
  - 筑波研究部：茨城県つくば市八幡台1番地2
  - 北海道研究部：北海道名寄市字大橋108番地4
  - 種子島研究部：鹿児島県熊毛郡中種子町野間松原山17007番地2
- 霊長類医科学研究センター：茨城県つくば市八幡台1番地1
- 泉南資源研究施設：大阪府泉南市りんくう南浜2番11号
- 国立健康・栄養研究所：大阪府摂津市千里丘新町3番17号 健都イノベーションパークNKビル

## 沿革
- 2005年（平成17年）4月1日：国立医薬品食品衛生研究所、国立感染症研究所、独立行政法人医薬品医療機器総合機構の組織の一部を統合し、独立行政法人医薬基盤研究所として設立。
- 2015年（平成27年）4月1日：独立行政法人国立健康・栄養研究所を統合し、国立研究開発法人医薬基盤・健康・栄養研究所に改組。
- 2017年（平成29年）3月22日：新潟県および同県南魚沼市と健康増進研究で連携[2][3][4]。
- 2024年（令和6年）9月20日：一般財団法人日本パスツール研究所と、医薬品・ワクチン開発等に関する研究連携協定（MOU）を締結[5]。
- 2025年（令和7年）4月1日：法人設立10周年を機に、ロゴと英語略称を刷新[1][6]。